# ラトビア神話
ラトビア神話（ラトビアしんわ）とは、ラトビアの歴史を通じて現れてきた神話の集合体のことである。時には後の世代によって詳細に語られ、またある時には拒絶され、他の説明的な物語に取って代わられてきた。ラトビア神話は、大部分において、おそらくインド・ヨーロッパ祖語の慣習、そして後のラトビアの人々の民俗的伝統、そしてキリスト教以前のバルト神話に由来する。
ラトビア神話は、特にラトビアの歴史的な異教信仰と国民的アイデンティティの再構築の道具、あるいは分析するためのツールとして用いられる。
これらの神話のほとんど、または全ては、細部が地域ごとに異なり、時には家族ごとにさえ異なる。

## 歴史

### 13世紀から18世紀

13世紀初頭のバルト部族の領土。 初期の研究は、当時行われた異教の復元を試みた。

現代ラトビア人の祖先であるバルト民族と彼らの神話に関する報告は、13世紀のキリスト教化までほとんど存在しない。キリスト教化以降、年代記、旅行記、巡察記録、イエズス会報告書、および異教の慣習に関するその他の記述を含む、地方の神話に関連するいくつかの報告が存在する。これらの報告は、研究者によって二次資料とみなされている。なぜなら、著者はラトビア人ではなく、現地の言語を話せず、しばしば偏見を持っていたからである。これらの資料は、時に不正確であり、キリスト教的世界観に起因する誤り、捏造、歪曲を含む。 それにもかかわらず、これらの資料は民間伝承からの情報を用いてしばしば検証できる。

### 18世紀から20世紀初頭
ほとんどの民俗資料は19世紀半ばから収集されている。18世紀～19世紀には、バルト民族は元々一つの民族であり、したがって同じ神々を持っていたと想定されていた。初期の著述家たちは、近隣地域からのデータを用いてラトビアの神々の体系を再構築しようと試みた。神々の体系を再構築しようとするこの傾向は、後にラトビア民族ロマン主義者たちにも採用された。農奴制の廃止後、新たな国民的アイデンティティが形成されつつあり、著述家たちはバルト文化の伝統が他の民族のものと同じくらい奥深いことを証明しようとした。彼らは、民俗伝承の中に保存されている断片を用いて、壮大な叙事詩が構築できることを期待した。 彼らはまた、700年間の抑圧の間に忘れ去られた古代宗教が再構築できるとも考えた。しかし、民俗資料は、叙事詩と古代宗教の再構築という試みには不十分であることが判明した。一部の者は、ギリシア神話のように印象的なものにするために神々の体系を再構築しようと試み、その結果、一部の神々は創作された。他のバルト民族の神々も、元々はラトビアの神々であり、時が経つにつれて失われたに過ぎない、という仮定があった。それに加えて、多くの新しい神々がギリシアとローマの神々をモデルにして作られた。その傾向の例は、アンドレイス・プンプルスによる叙事詩『ラーチプレーシス』であり、その叙事詩にはラトビアとプロイセンの神々の体系と、作者自身が創作した神々が登場する。 同様に、ユリス・アルーナンと詩人ミケリス・クログゼミスの作品も、創作された神々の神々の体系を特徴としている。
同時期、異教の儀式も依然として行われていた。 そして、キリスト教が異質なものと見なされたため、古代宗教を再構築しようとする試みがなされた。 ネオペイガニズム運動の中で最も成功したのがディエヴトゥリーバであり、1920年代後半に設立された。ディエヴトゥリは、古代ラトビア人は一神教であり、様々な神話的存在は全て唯一神の側面であると主張している。ラトビアの伝統を再構築するためには異質な影響を取り除く必要があるという考え方は、後年まで保持されていた。しかし、オリンポスのような疑似的な神々の神殿を創造しようとする試みは、民族ロマン主義がリアリズムに取って代わられ、20世紀前半に批判されるようになったため、最終的には立ち消えとなった。また、民俗資料の一部が偽造されたのではないかという疑念も抱かれた。この時代の研究は、懐疑的な姿勢だけでなく、外国の影響を探ろうとする試みによっても特徴づけられる。

### 1944年～1970年代

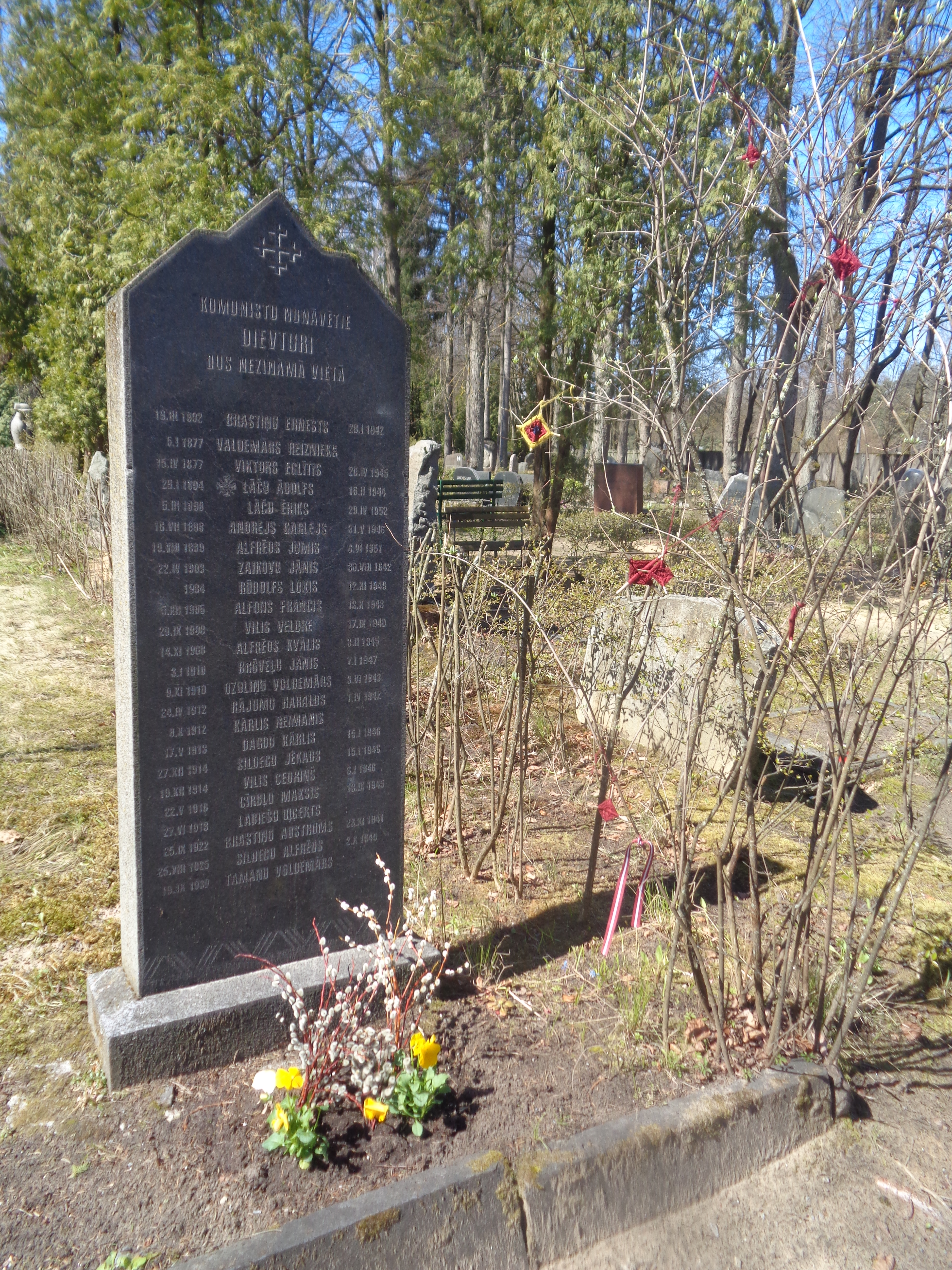
森の墓地にある、1942年～1952年に共産主義者によって殺害されたラトビアのディエヴトゥリへの記念碑。

1944年のソビエト連邦によるラトビア再占領後、ラトビアでは神話、とりわけ宗教的概念の研究が禁止された。同様に、ネオペイガニズム団体の構成員は、異教主義がショーヴィニズム的であると見なされたため迫害された。このような状況にもかかわらず、亡命したラトビア人によって研究は継続され、彼らは民謡の神話に焦点を当てた。民謡はすでに戦間期において、神話研究のための最良の情報源と見なされていた。その理由は、詩の韻律と旋律を維持する必要性が変更の可能性を制限していたため、古代の概念が他のジャンルの民俗よりも民謡の中でより良く保存されていると考えられていたからである。したがって、民謡は長らく研究のための唯一の情報源であった。このアプローチは現代の研究者によって批判されており、彼らは、おとぎ話、伝説、民俗信仰や魔法の慣習の記録といった他のジャンルで言及されているテーマが、民謡を補完する可能性があると提唱している。なぜなら、各ジャンルは異なるテーマを含んでおり、神話への部分的な洞察しか提供しない可能性があるからである。

### 1970年代から現在
ラトビアにおける研究は1980年代に再開されたばかりであったが、1970年代には、ネオペイガンによる民俗運動が台頭した。これらのグループは汎神論的であり、統一性が低く、教条的ではなく、自然保護と文化遺産に関心があり、近隣諸国の伝統の影響に寛容であった。後に、周辺的な運動は、地元の伝統と、東洋宗教などの世界の宗教的および精神的な慣習の両方において、精神性を探求してきた。 例えば、ポカイニの森は、1990年代後半にこれらのグループの一つによって古代の聖地であると発表され、毎シーズン何千人もの訪問者を引き付けている。ディエヴトゥリは、1990年の独立回復直前にラトビアで活動を再開した。ディエヴトゥリは唯一の公認された異教であり、2001年現在で約600人の信者がいた。 その運動の影響力の低下を考えると、その名称は、民俗に関連する現代の実践全般を指すより広い意味で適用されることがある。

## 存在と概念

### 天上界の神々
ラトビア神話における宇宙空間の再構成には諸説あるが、ほとんどの研究者は空に関連する特定の特徴の意味については見解が一致している。空そのものはデベスカルンス（空の山）とされている。 空はまた、オリュカルンス（小石の山）、スドラバカルンス（銀の山）、レドゥスカルンス（氷の山）とも呼ばれており、これらの形容詞はおそらく星や雪を指していると考えられている。ディエヴス（神）もまた空の象徴であるという説もある。なぜなら、その名前の語源が空に関連していると考えられるからである。ディエウスは至高神と見なされている。他の天上の神としては、太陽の女神サウレがいる。彼女の名前は文字通り「太陽」を意味し、大地の豊穣を保証し、不運な人々、特に孤児や若い羊飼いを守護するとされた。彼女の通り道は空の山を越え、海へと続いている。この海は、時には空、あるいは宇宙の海の象徴的表現と解釈される。海や、特にダウガヴァ川をはじめとする他の水域は、生者の世界と死者の世界の境界を示すと考えられている。ラトビア語では、「世界」を意味する言葉は「太陽」という言葉に由来し、これらの世界は「この太陽」の世界、「あの太陽」の世界と呼ばれる。 したがって、サウレは死の概念とも密接に関連していると考えられる。彼女は海を渡り、死者の魂を死者の世界へと運ぶとされている。このように、彼女の毎日の動きは人間の生命のサイクルと関連付けられ、彼女は毎日生まれ変わると考えられている。
太陽の道筋において、水の中や水辺、多くは海の真ん中の島や岩の上に見られるアウストラス・コクス（暁の木）は、世界樹または世界の軸を象徴すると考えられている。通常は木として語られるが、様々な植物、あるいは物体であるとも言われる。誰もその木を見たことはない。もっとも、多くの人々が生涯をかけて探し求めたと民話は伝えている。それでもなお、その自然界での対応物は北極星ではないか、あるいは天の川ではないかと示唆されている。 また、一年の象徴ではないかとも提唱されている。その木は、天上の婚礼神話と結び付けられており、そこでは太陽あるいはその娘が、ディエヴァ・デーリ（神の子ら）、アウセクリス（金星）、あるいはペールコンス（雷神）から求愛を受けるとされる。
また、ラトビア語では娘（メイタ）という言葉が乙女（メイデン）も意味するため、正確に誰が結婚するのかは不明である。しかし、これは神話的な出来事がどのように展開するかには影響しない。男神たちは世界樹でサウレを覗き見し、彼女のために入浴を用意し、彼女をからかうなどする。 最終的に、サウレは誘拐され、結婚させられる。サウレの夫は月の神メーネスである。 ペールコンスは世界樹を打ち、泣いているサウレに破片を3年間拾わせ、そしてそれらを再構築し、4年目に、最後に先端を取り付ける。

### 死後
死者の世界は「アイズサウレ」または「ヴィンサウレ」（「もう一つの太陽」、太陽が夜に赴く場所）と呼ばれる。死者の世界は様々な母神に関連している（あるいは、複数の名前で呼ばれる一つの神格かもしれない）：ゼメス・マーテ（大地の母）（時には文字通りの意味は「死」である「ナーヴェ」と呼ばれることもある）、ヴェリュ・マーテ（幽鬼の母）、カプ・マーテ（墓の母）、そしてスミルシュ・マーテ（砂の母）。 ゼメス・マーテは、全身真っ白な長いローブを身に着けていると描写され、時折、大鎌または鎌を持っている。
ヨッズ（ヴェルニと混同しないように）は、サタンに相当し、通常は他の神々と同等であると描写される。ヴェルニとは異なり、ヨッズは純粋に邪悪である。彼は世界の創造と生物の創造に関与したと言われている。ヨッズは人々を奪い、自分の世界へ連れて行く。この点で彼は、人々を殺す他の霊魂、例えば、生前に知っていた人の命を奪うために時々戻ってくると信じられていたヴェーリを含む霊魂と似ている。死者、すなわちヴェーリ（イージ、ディエヴィニ、パウリとも呼ばれる）は、秋の間、ミチェーリ（9月29日）からマールティニ（11月10日）まで古い家を訪れていると考えられていた。16世紀末のイエズス会報告書は、歴史的には葬列は、死者がヴェーリに速く来られすぎるのを防ぐために斧を振るう人物に先導されていたことを示唆している。死者は、死後の世界で生活を確保できるように、交易品とともに埋葬された。パンとビールも供えられた。秋には、魂は宴のために家に招き戻された。家は清められ、食べ物が載ったテーブルが用意された。宴の始めに、長老は、生者が覚えている限り、かつて家に住んでいたすべての死者の名前を呼んでヴェーリを招いた。そして彼は、家を十分に守らなかったことを彼らを叱責する演説をし、来年はもっとうまくやるように頼み、それから彼らを食事に招いた。食事が終わると、ヴェーリは追い払われ、誰も置き去りにされていないことを確認するために家は注意深く清掃され、汚れは水に捨てられた。ヴェーリは、浴室で身を清めるために招かれることもあった。食べ物は墓地や、浴室、納屋、穀物倉に持ち込まれたり、置かれたりすることもあった。その場合、ヴェーリが生きている人々に慈悲深くあるかどうかを知るために、翌朝にヴェーリがそれに触れたかどうか確認された。この場合、死者が食べ物を見ることができるようにろうそくが灯された。一部の地域では、ヴェーリが身を洗えるように、牛乳と水の入った桶と清潔なタオルも置かれた。ヴェーリを敬わない者は、収穫が少ないと言われていた。現代のラトビアでは、祖先崇拝の一形態が、11月下旬の死者追悼の日と、晩夏に開催される墓地の日（カプスヴェートゥキ）を祝うことで保存されており、その正確な日付は、特定の墓地を所有または管理する者が決定する。この日または数日間、人々は家族の故人の墓を掃除するためにやって来る。

### 悪霊
全ての魔法使いと魔女が悪であるという考え方が生まれたのは、キリスト教化以降のことである。 キリスト教化以前は、魔法使いは他の人々と同じように、善と悪の両方の性質を持ちうると考えられていた。キリスト教化以降は、魔法使いはブルヴイと呼ばれる悪の僕だと信じられるようになった。ブルトゥニエクス（男性の魔法使い）とラガナス（魔女）は、ヴェルニと結婚するとされていた。 これらの人々は、実際には、民間療法の担い手であった可能性がある。
ラウマスとスピーガナスは、元来は異なる概念を指すと推測されている言葉だが、一部地域では魔女を指す言葉としても用いられていた。ヨッズの助けにより、魔女は、様々な存在へと姿を変え、あるいは悪霊を使役することができた。 したがって、悪霊は、独立した精霊であるとも、あるいは飛び回る呪術師の魂であるとも、様々に考えられていた。 呪術師の魂が肉体を離れると、その肉体は死んだ状態となると考えられており、その肉体を回転させることによって、完全に殺すことが可能だと考えられていた。 なぜなら、魂は肉体への戻り方を知らないからである。
狼人間（ヴィルカチ、ヴィルカティ）に関する報告も存在する。狼人間とは、狼に変身する能力を持つ人間を指す。 その変身は通常、意図せず起こるものだった。なぜなら、ある特定の時期に互いに寄り添うように成長した二本の松の木の間を人が通り過ぎた際に、変身が引き起こされると信じられていたからである。 この特定の時期は地域によって異なるとされていた。 狼人間がどのような勢力に仕えているかについては、相反する報告が存在する。しかし、多くの場合、彼らは誰にも仕えることなく、単なる獣であると考えられている。
魔女は、単独で、またはヒキガエルやヘビを用いて牛乳を盗むと、よく報告されている。ヒキガエルやヘビは、牛の乳房から牛乳を吸い、さらに命令に応じて牛乳を吐き戻すことができると信じられている。
魔法使いに仕えている、あるいは魔法使いのペットとも言われる別の獣に、プーチス（ドラゴン）がいる。プーチスは、穀物や他の富を盗み、それを所有者のもとへ運ぶ。 プーチスは、所有者の許可なしには誰も立ち入れない別室に保管されていた。 プーチスには、毎食の最初の一口が与えられていた。 プーチスは、もし自分が十分に崇拝されていないと感じると、所有者に襲いかかり、家を焼き払ってしまう。プーチスの中には話せるものもいた。
悪霊、時に魔法使いと関連があるともされるが、通常は本来死ぬべきだった時に死ななかった子供の魂であると言われるのは、リエトゥヴェーンスである。リエトゥヴェーンスは夜の間、人々や家畜を苦しめ、金縛りとも関連付けられている。
同様に、ヴァダーターイスは幽霊であるとも、自身の死に様と同様の方法で人を殺そうとする存在であるとも報告されることがある。しかし、多くの場合、ヴァダーターイスは悪魔そのものである。この悪魔は旅人を襲い、彼らを混乱させ、道を見失わせる。 多くの場合、その目的は人々を最寄りの水辺に誘い込み、そこで溺死させることにあるようだ。
ヴェルンス（複数形：ヴェルニ）は、その幼体が人間のおよそ半分の大きさと描写される存在である。 若いヴェルニは肉体的に強力ではないが、それでもいたずら好きで、時には愚かですらある。 全てのヴェルニは黒い毛皮を持ち、時折頭に角がある。 成長したヴェルニは強く、時折複数の頭を持つ。これは有名な童話「Kurbads」で最もよく描かれている。 全てのヴェルニは貪欲である。 彼らは「ペクレ」、または後に「エッレ」と呼ばれる場所に住んでいる。 ペクレへ行くには、非常に深い穴を見つけなければならない。通常は洞窟、沼地、または大木の根元にある。なぜなら、ペクレは別の領域ではなく、単に地表の下の場所だからである。
スムプルニ（ドグスノウツ）は人間よりも背が高く、森林に生息する種族である。 スムプルニの最も特徴的な点は、毛皮に覆われた人間の体と、犬、または時には鳥の頭部を持つことである。 スムプルニはまた、尾を持つ。 スムプルニは貴族や、さらには王といった存在もいる階級社会を持つと信じられていた。 尾の長さは社会でのその者の地位を決定づけるとされた。 激怒すると、スムプルニは人間や他の動物を攻撃し、バラバラに引き裂き、血を吸うであろう。 これらの行為の順序は時折逆転することがある。

## 関連ページ
- バルト神話（英語版）
- ディエヴトゥリーバ
- リトアニア神話（英語版）